# Abimelec (rey de Gerar con Isaac)

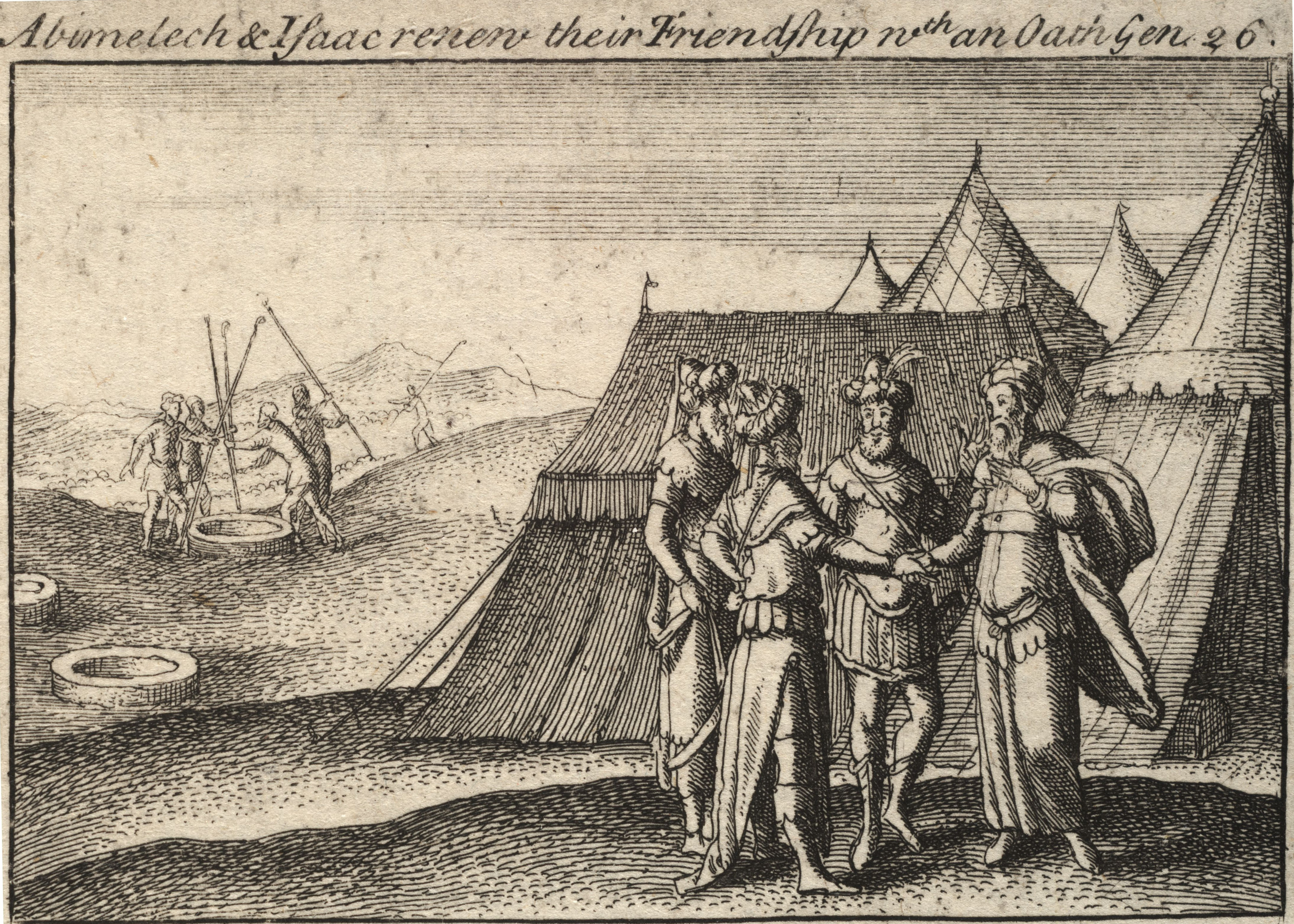
Isaac y Abimelec, obra de Václav Hollar.

Abimelec (en hebreo: אֲבִימָלֶךְ‎, «padre de un rey» o «mi padre es rey»; en griego antiguo: Ἀβιμέλεχ) fue un rey filisteo de Gerar, según la exégesis tradicional hijo del Abimelec que hizo un pacto con Abraham. En realidad, dados los paralelismos entre ambas historias, la duplicidad de relatos podría deberse a dos tradiciones distintas que el compilador final del Génesis conservó como dos historias diferentes. En dicho caso, la historia relacionada con Abraham sería la más antigua (fuente E), mientras que la de Isaac sería una reelaboración yahvista (fuente J).

## Historia
La historia del rey Abimelec de Gerar narrada en los capítulos 20 y 21 del libro de Génesis en relación con Abraham tiene enormes paralelismos con la narrada en el capítulo 26 en relación con el hijo de Abraham, Isaac.
En época de hambruna, Isaac sale de su casa (probablemente en Hebrón) y baja hasta Gerar. Temiendo por su vida dada la belleza de su esposa, Rebeca, afirma que es su hermana. Aunque nadie intenta tomar a Rebeca como esposa (a diferencia de lo que pasa en la historia de Abraham), al ser descubiertos por el rey Abimelec, este le reprende gravemente, aunque sigue tratándole con amabilidad. Con todo, Isaac acaba teniendo problemas con la gente del país y finalmente acaba firmando un pacto de no agresión con Abimelec, similar al que firmaran Abraham y el otro Abimelec.